# Птицекалипсис: Шок и трепет
«Птицекалипсис: Шок и Трепет» (англ. Birdemic: Shock and Terror) — американский романтический фильм ужасов 2010 года сценариста, режиссера и продюсера Джеймса Нгуена с Аланом Багом и Уитни Мур в главных ролях. Вдохновлённый «Птицами» Альфреда Хичкока, «Птицекалипсис» рассказывает историю любви между двумя главными героями на фоне атаки городка птицами.
Фильм финансировался, в основном, самим Нгуеном, его бюджет составил менее $10 000. Фильм получил известность за низкое качество, многие критики назвали его одним из худших фильмов всех времён. После ограниченного театрального релиза фильм обрёл культовый статус наряду с «Комнатой» Томми Вайсо.

## Сюжет
Род — молодой продавец программного обеспечения, живущий успешной жизнью в Кремниевой долине. Он встречается с одноклассницей и начинающей манекенщицей Натали и влюбляется в неё. Дела у пары идут хорошо: Род получает грант на бизнес, Натали становится моделью компании Victoria's Secret. Пара не обращает внимания на то, что вокруг них что-то идёт не так, например, происходят необъяснимые лесные пожары, а на пляжах появляется скопление туш больных птиц.
Однажды, проснувшись в мотеле, Род и Натали обнаруживают, что их город подвергся нападению орлов и стервятников. Птицы плюются кислотой, а при столкновении с землей взрываются, так как из-за глобального потепления они мутировали и стали токсичными. Род и Натали в панике убегают из мотеля, присоединившись к бывшему морскому пехотинцу по имени Рэмси и его девушке Бекки. Покидая город, они спасают двух маленьких детей — Сьюзен и Тони, родители которых были убиты птицами.
Группа переезжает из одного города в другой, отражая по пути несколько нападений птиц и встречает учёного доктора Джонса, изучающего новое явление. Бекки убивают птицы. Рэмси пытается спасти автобус с туристами. Когда они выходят из автобуса, Рэмси и туристы погибают от кислоты, которую сбрасывают птицы. Натали останавливает попытку Рода спасти Рэмси, потому что боится, что птицы убьют и его.
Род, Натали и дети продолжая убегать от птиц, въезжают в лес, где они ненадолго встречают «обнимателя деревьев» по имени Том Хилл. Он рассказывает им об опасностях глобального потепления. Спасаясь от лесного пожара, квартет в конечном итоге останавливается на небольшом пляже, где Род ловит рыбу к ужину. Перед ужином на них нападают птицы, но затем появляются голуби, и все птицы улетают с миром. Фильм заканчивается тем, что Род, Натали и дети смотрят, как птицы скрываются за горизонтом.

## Актёры
| Актёр              | Роль                 |
| ------------------ | -------------------- |
| Алан Баг           | Род                  |
| Уитни Мур          | Натали               |
| Адам Сесса         | Рэмзи                |
| Кэтрин Бэтча       | Бекки                |
| Джени Кастер       | Сьюзен               |
| Колтон Осборн      | Тони                 |
| Рик Кэмп           | Доктор Джонс         |
| Стивен Густавсон   | Том Хилл             |
| Эрик Шварц         | Билл Стоун           |
| Петти ван Эттингер | Мать Натали          |
| Мона Лиза Мун      | Маи                  |
| Дэнни Веббер       | Рик                  |
| Лора Кассиди       | Телеведущая          |
| Грегор Мартин      | Телеведущий          |
| Фрэйзер Джэрви     | Член банды           |
| Ши Кларк           | Член банды           |
| Дэмиэн Картер      | Певец в ночном клубе |
| Джейк Пеннингтон   | Кларк                |
| Джеймс Нгуен       | Камео                |

## Производство
Нгуен во время отдыха в Калифорнии написал сценарий для «Птицекалипсиса». Большая часть фильма была снята в заливе возле острова Хаф-Мун, а также в окрестностях посёлка. Производство фильма началось в 2006 году и длилось четыре года отчасти из-за ограничений по времени (съёмки проводились, в основном, по выходным дням в течение семи месяцев), а также из-за финансовых трудностей.
Фильм содержит ссылки на известный хоррор Альфреда Хичкока 1963 года «Птицы». Актриса Типпи Хедрен, снимавшаяся в фильме «Птицы», появилась в более раннем фильме Нгуена «Джули и Джек». В «Птицекалипсисе» есть кадры из этого фильма, которые показываются по телевидению.
В фильме также есть несколько антивоенных заявлений. В комментарии к DVD режиссёр объяснил, что одним из первых источников вдохновения для фильма был антивоенный фильм «Апокалипсис сегодня», и что в конце фильма птицы прекратили нападение, потому что они хотели мира, а также хотели дать людям второй шанс помочь окружающей среде. Он добавил, что по мере продолжения производства на него всё больше влиял фильм Эла Гора «Неудобная правда» о глобальном потеплении. Этот фильм вдохновил режиссёров на создание серии фильмов ужасов о птицах, включая фильмы Хичкока, начиная с фильмов «Вороньё» и «Вестники судного дня».
Во время съёмок «Птицекалипсиса» Нгуен просил актрису Уитни Мур не общаться со своим партнёром Аланом Багом после рабочего дня. В комментарии Мур сказала, что группа не получала разрешения на съёмку в определённых местах, а просто появлялась там, хотя иногда весь состав съёмочной группы прогоняли. Она сказала, что в какой-то момент они снимали общественную беговую дорожку, и Нгуен стал кричать на бегунов, которые попадали в кадр, чтобы они не мешали съёмке. Мур возразила, что нельзя кричать на людей, не связанных с фильмом. Режиссёр ответил тем, что не разговаривал с ней три недели. Он давал ей указания, используя её коллегу Баг в качестве посредника.
Бюджет фильма составил 10 000 долларов, а затраты на маркетинг оказались больше, нежели затраты на производство фильма и покупку прав. В фильме было не так много членов съёмочной группы, и на эпизодические роли, которые обычно исполняются членами съёмочной группы, приглашали актёров. Мур отвечала за грим после того, как первые две гримёрши уволились. В титрах фильма используются вымышленные имена членов съёмочной группы, чтобы они выглядели более законными.

## Маркетинг
В январе 2009 года Нгуен отправился на кинофестиваль «Сандэнс» в Парк-Сити, штат Юта, чтобы продвигать свой фильм. Он раздавал прохожим листовки из фургона, украшенного чучелами птиц и бумажными знаками с надписью «BIRDEMIC.COM» и «WHY DID THE EAGLES AND VULTURES ATTACKED?», а также арендовал местный бар для показа фильма. Молва о фильме в конечном итоге привлекла внимание сайтов ужасов Dread Central и Bloody Disgusting.
Трейлер фильма был показан 30 июля 2009 года.

## Критика
«Птицекалипсис» стал известен из-за низкого качества: критики отмечали «деревянную» актёрскую игру и плохо написанные диалоги; дилетантский звук и монтаж; бессмысленный сюжет; плохое качество спецэффектов, состоящих полностью из плохо обработанных орлов и стервятников, смоделированных в компьютерной графике. Помимо исполнения физически неудобных воздушных манёвров (например, вращение на 360°) они плюются кислотой и взрываются с нереальным дымом при ударе о землю и звуковым эффектом, напоминающим пикирование самолёта. Также было отмечено, что птицы появились лишь ближе к середине фильма.
.
В списке лучших фильмов 2009 года Bloody Disgusting перечислил «Птицекалипсиса» среди своих почётных упоминаний, назвав его «лучшим худшим фильмом, который вы увидите в 2010 году». Газета Huffington Post назвала фильм «поистине одним из худших фильмов, когда-либо созданных». Variety сообщила, что «Птицекалипсис» «демонстрирует все почитаемые признаки уморительно плохого кинопроизводства: глупые диалоги <…> неверная музыка, ужасный звук <…> и спецэффекты, которые просто необходимо увидеть, чтобы поверить: птицы пикируют и взрываются в красно-желтых клубах дыма, и орлы из картинок, грубо приклеенные на экран, с механически взмахивающими только кончиками крыльев». The Village Voice описал «Птицекалипсис» как «еще один фильм в пантеоне любимых треш-терпкейсов». Salon прокомментировал «ужасную компьютерную графику» и сообщил, что фильм стал «культовым хитом среди фанатов плохих фильмов».
В онлайн-обзоре Independent Film Channel говорится, что фильм «обязан „Плану 9 из открытого космоса“ Вуда с его смесью сверхнизкобюджетного кинопроизводства и экологического послания». The New York Times сообщил о культовом статусе фильма, а The Guardian написал, что «Птицекалипсис имеет деревянную актёрскую игру, неуклюжую операторскую работу <…> и грубые спецэффекты, которые доводят зрителей до слез от смеха, а не ужаса». Slate пишет, что «аспекты Птицекалипсиса» могут показаться слишком плохими, чтобы быть правдой… Безыскусность фильма начинает функционировать как своего рода галлюцинаторное искусство…, и мы видим, как повествовательное пространство фильма постоянно разрушается и восстанавливается — кровавые швы на его лбе, болты на шее. Эта поломка может быть очень неприятной и удивительно заразительной». По состоянию на июнь 2020 года, фильм имеет 18 % рейтинга одобрения на «Rotten Tomatoes», составленного на основе 17 обзоров со средневзвешенной оценкой 2,55 / 10.